# Antsla
Antsla (německy Anzen) je estonské město bez vlastní samosprávy, náležející do obce Antsla kraje Võrumaa, jejímž je administrativním centrem.

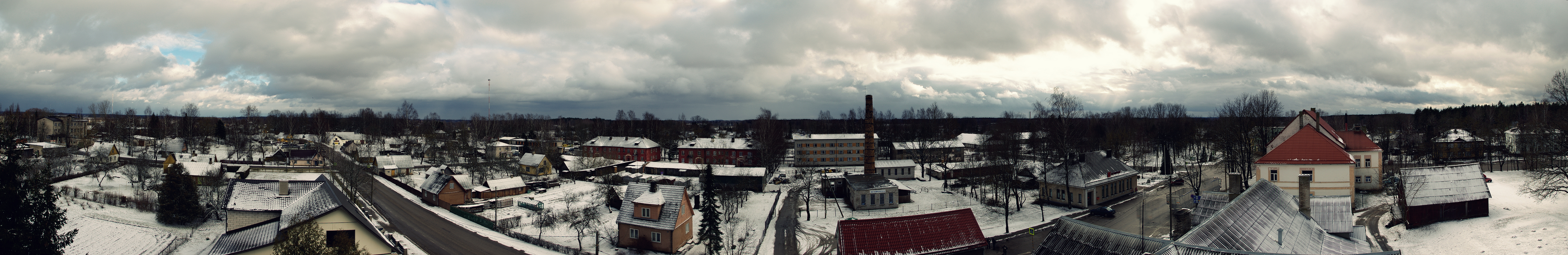
Panoramatický pohled na Antslu